# Eroschemini
Los eroscheminos (Eroschemini) son una  tribu de coleópteros polífagos crisomeloideos de la familia Cerambycidae.

## Géneros
Tiene los siguientes géneros:
- Chaodalis Pascoe, 1865
- Eroschema Pascoe, 1859
- Tethlimmena Bates, 1872